# Houssen
Houssen là một xã ở tỉnh Haut-Rhin trong vùng Grand Est ở đông bắc Pháp. Xã này có diện tích 6,7 km², dân số năm 1999 là 1681 người. Khu vực này có độ cao 184 mét trên mực nước biển.